# Moskowka (Saporischschja)
Moskowka (ukrainisch und russisch Московка; deutsch Rosenfeld oder „Nr. 8“) ist ein Dorf im Norden der ukrainischen Oblast Saporischschja mit etwa 400 Einwohnern (2001).
Das 1780 als „Kolonie Nr. 8“ bzw. Rosenfeld von deutschen Siedlern gegründete Dorf wurde 1942 nach dem durch das Dorf fließenden Fluss in Moskowka umbenannt.
Die Ortschaft liegt am Ufer der Mokraja Moskowka (Мокрая Московка), einem 62 km langen, linken Nebenfluss des Dnepr, 16 km südöstlich vom ehemaligen Rajonzentrum Wilnjansk und 43 km östlich vom Oblastzentrum Saporischschja.
Am 12. Juni 2020 wurde das Dorf ein Teil der neugegründeten Landgemeinde Mychajlo-Lukaschewe, bis dahin bildete es zusammen mit den Dörfern Blahowischtschenske (Благовіщенське), Wesseliwske (Веселівське), Mykilske (Микільське), Rajske (Райське) und Ukromne (Укромне) die gleichnamige Landratsgemeinde Moskowka (Московська сільська рада/Moskowska silska rada) im Süden des Rajons Wilnjansk.
Am 17. Juli 2020 kam es im Zuge einer großen Rajonsreform zum Anschluss des Rajonsgebietes an den Rajon Saporischschja.